# Vertigo ovata
Vertigo ovata är en snäckart som beskrevs av Thomas Say 1822. Vertigo ovata ingår i släktet Vertigo och familjen puppsnäckor. IUCN kategoriserar arten globalt som nära hotad. Inga underarter finns listade i Catalogue of Life.